# 羅林斯維爾 (科羅拉多州)
羅林斯維爾（英語：Rollinsville）是位於美國科羅拉多州吉爾平縣的一個人口普查指定地區。

## 地理
羅林斯維爾的座標為39°54′59″N 105°30′03″W / 39.91639°N 105.50083°W，而該地最高點為海拔高度2583米（即8474英尺）。

## 人口
根據2010年美國人口普查的數據，羅林斯維爾的面積為3.66平方千米，均為陸地。當地共有人口181人，而人口密度為每平方千米49人。